# Gravity Bone
Gravity Bone（グラビティ・ボーン）とは、独立系開発会社 Blendo Games から2008年にリリースされたPC用一人称アクションアドベンチャーゲームで、2012年現在、公式ウェブサイトから無料でダウンロードすることができるフリーウェアである。

## 概要
プレイヤーは主人公「Citizen Abel」となって任務を遂行する。詳しい目的や背景は説明されず、プレイヤーの想像に委ねられている。
Quake2エンジンを用いて制作されており、画面および操作系は典型的なFPSスタイルとなっているが、任務はスパイ的なもので銃撃戦等のシューティング要素はない。
極めて素朴かつボリュームの少ない小品ながら、体験する短編映画とも呼べる独特のビジュアル・演出が秀逸であり、Game Tunnel の2008年 Best Arthouse Game賞を受賞した。

## 続編
2012年に続編『Thirty Flights of Loving』がリリースされ、公式ウェブサイトのほかAmazon.com・Steam等でも販売された。Windows・Mac対応。ジャンプカットを大胆に使用したより前衛的な内容となっている。
同作にはGravity Boneも含まれる（グラフィックが一部更新されている）。